# Graceland (Paul Simon-album)
Az 1986-os Graceland Paul Simon hetedik nagylemeze. A brit albumlistát vezette, a Billboard 200-on a 3. helyig jutott. Az album megkapta a Grammy-díjat az év albumáért, míg a címadó dal a Grammy-díjat az év felvételéért. 2007-ben beiktatták a United States National Recording Registry-be. Szerepel az 1001 lemez, amit hallanod kell, mielőtt meghalsz című könyvben.

## Az album dalai
| 1. | The Boy in the Bubble              | Forere Motloheloa, Paul Simon          | 3:59 |
| 2. | Graceland                          | Simon                                  | 4:48 |
| 3. | I Know What I Know                 | General MD Shirinda, Simon             | 3:13 |
| 4. | Gumboots                           | Lulu Masilela, Jonhjon Mkhalali, Simon | 2:44 |
| 5. | Diamonds on the Soles of Her Shoes | Joseph Shabalala, Simon                | 5:45 |

| 6.  | You Can Call Me Al                               | Simon            | 4:39 |
| 7.  | Under African Skies                              | Simon            | 3:37 |
| 8.  | Homeless                                         | Shabalala, Simon | 3:48 |
| 9.  | Crazy Love, Vol. II                              | Simon            | 4:18 |
| 10. | That Was Your Mother                             | Simon            | 2:52 |
| 11. | All Around the World or the Myth of Fingerprints | Simon            | 3:15 |

## Közreműködők
- Paul Simon – akusztikus gitár (1, 11), gitár (5, 7), ének, synclavier (3, 4), hathúros elektromos basszusgitár (6), háttérvokál (1, 2, 4, 6, 9)
- Rob Mounsey – kürtök hangszerelése (6) (az albumon nincs jelölve)
- Ray Phiri – gitár (2, 5, 6, 7, 9)
- Adrian Belew – gitárszintetizátor (1, 6, 9), gitár (7)
- Demola Adepoju – pedal steel gitár (2)
- Daniel Xilakazi – szóló- és ritmusgitár (4)
- Sherman Robertson – gitár (10)
- Cesar Rosas – gitár és háttérvokál (11)
- David Hidalgo – gitár, harmonika és háttérvokál (11)
- Conrad Lozano – basszusgitár (11)
- Alonzo Johnson – basszusgitár (10)
- Lloyd Lelose – basszusgitár (9)
- Bakithi Kumalo – basszusgitár (1, 2, 5, 6, 7)
- Isaac Mtshali – dob (5, 6, 7, 9)
- Vusi Khumalo – dob (1 és 2)
- Petrus Manile – dob (4)
- Alton Rubin, Jr. – dob (10)
- Louie Pérez – dob (11)
- Steve Gadd – kiegészítő dob (11)
- Makhaya Mahlangu – ütőhangszerek (1, 2)
- Ralph MacDonald – ütőhangszerek (4, 6, 7, 11)
- Youssou N'Dour – ütőhangszerek (5)
- Babacar Faye – ütőhangszerek (5)
- Assane Thiam – ütőhangszerek (5)
- Lulu Masilela – csörgődob (4)
- David Rubin – mosódeszka (10)
- Alton Rubin, Sr. – harmonika (10)
- Jonhjon Mkhalali – harmonika (4)
- Forere Motloheloa – harmonika (1)
- Rob Mounsey – szintetizátor (1 és 6)
- Barney Rachabane – szaxofon (4)
- Mike Makhalemele – szaxofon (4)
- Teaspoon Ndela – szaxofon (4)
- Lenny Pickett – tenorszaxofon (5)
- Earl Gardner – trombita (5)
- Alex Foster – altszaxofon (5)
- Ronnie Cuber – basszus- és baritonszaxofon (6)
- Jon Faddis – trombita (6)
- Randy Brecker – trombita (6)
- Lew Soloff – trombita (6)
- Alan Rubin – trombita (6)
- Dave Bargeron – harsona (6)
- Kim Allan Cissel – harsona (6)
- Morris Goldberg – síp (6), szopránszaxofon (9)
- Johnny Hoyt – szaxofon (10)
- Steve Berlin – szaxofon (11)
- The Everly Brothers – vokál (2)
- The Gaza Sisters – vokál (3)
- Diane Garisto – háttérvokál (4)
- Michelle Cobbs – háttérvokál (4)
- Ladysmith Black Mambazo – vokál (5 és 8)
- Joseph Shabalala – vokál (8)
- Linda Ronstadt – vokál (7)